# NGC 2508
NGC 2508 ist eine linsenförmige Galaxie vom Typ E-S0 im Sternbild Kleiner Hund. Sie ist schätzungsweise 190 Millionen Lichtjahre von der Milchstraße entfernt.
Das Objekt wurde von Wilhelm Herschel am 23. Januar 1784 entdeckt.